# 大嶝金门县政府旧址
大嶝金门县政府旧址，位于中国福建省厦门市翔安区大嶝街道（大嶝岛）田墘村。1937年10月日本侵占金门岛，1938年初，金门县政府迁此借用民居办公，直至抗战胜利后迁回金门岛。旧址包括：金门县政府总部、文书房、保安队、会议室、盐兵楼、国民党县党部、县党部书记处等7处12栋建筑，2009年11月16日公布为第七批福建省文物保护单位。